# 임이여 임일레라
《임이여 임일레라》는 1986년 5월 5일부터 1987년 1월 30일까지 방송된 한국방송공사 2TV 일일연속사극으로 개화기(1876년 강화도 조약 이후부터, 우리나라가 서양 문물의 영향을 받아 종래의 봉건적인 사회 질서를 타파하고 근대적 사회로 개혁되어 가던 시기)를 배경으로 제작되었다. 여러 차례의 비윤리적인 내용 등으로 비난을 샀으며 원래 1986년 12월 말 종영 예정이었으나 높은 시청률을 기록한 것 외에도 극중 영택 연실 월이의 삼각관계에 얽힌 이야기가 전개할 내용이 남아있었던 탓인지 1987년 1월 말 막을 내렸다.

## 방송 시간
| 방송 채널 | 방송 기간                         | 방송 시간                  | 방송 분량 |
| --------- | --------------------------------- | -------------------------- | --------- |
| KBS 2TV   | 1986년 5월 5일 ~ 1986년 10월 31일 | 매주 월~금 밤 9:30 ~ 10:00 | 30분      |
| KBS 2TV   | 1986년 11월 3일 ~ 1987년 1월 30일 | 매주 월~금 밤 9:25 ~ 9:55  | 30분      |

## 등장 인물
- 금보라
- 정종준: 천영택 역
- 김영애
- 김세윤
- 임동진: 마사오 역
- 김성겸: 천영택 부 역
- 김창숙: 천영택 모 역
- 전인화: 월이 역
- 김병기
- 반효정
- 김성원
- 박웅
- 김순철
- 이신재
- 이한승: 내관 역
- 박영목
- 박칠용: 고종 역
- 선동혁
- 이계영
- 맹호림
- 신원균
- 최정훈
- 서우림
- 이진숙
- 김을동
- 윤혜진
- 김순구
- 이원종
- 조남경
- 지계순
- 김해권
- 김창봉
- 유순철
- 송종원
- 고광우
- 공경구
- 김유행
- 임혁주
- 김상락
- 정승곤
- 조연원
- 조정국
- 서동영